# Jonathan Kim
Jonathan Yong Kim, detto Jonny (Los Angeles, 5 febbraio 1984), è un astronauta statunitense.
L'8 aprile 2025 è partito per la missione di lunga durata Sojuz MS-27 (Expedition 73) a bordo della Stazione spaziale internazionale.

## Biografia

### Carriera militare
Nel 2002, dopo il diploma alla scuola superiore, è stato reclutato nella Marina statunitense come Seaman recruit, completando l'addestramento A school di soccorritore militare. Ha poi sostenuto l'addestramento Basic Underwater Demolition/Sea, Air, Land (BUD/SEAL) al United States Naval Special Warfare Command a Coronado, in California, diplomandosi nel BUD/S class 247. Dopo il completamento del BUDS ha frequentato il Special Operations Combat Medic Course al John F. Kennedy Special Warfare Center and School a Fort Bragg. È stato poi assegnato come Special Warfare Operator del SEAL Team THREE di San Diego, ottenendo le qualifiche di paracadutista militare, subacqueo avanzato, Combatant Diver (con respiratore a circuito chiuso), Naval Special Warfare Special Reconnaissance Scout and Sniper e Advanced Special Operations Techniques. Durante il servizio in Marina ha servito come soccorritore militare, tiratore scelto, navigatore e uomo di punta in più di 100 operazioni di combattimento durante due tour nel Medio Oriente. Nel 2009 Kim è stato accettato per partecipare al programma STA-21 per diventare ufficiale durante il quale ha conseguito un bachelor of arts summa cum laude in matematica all'University of San Diego nel 2012. Dopo la laurea ha lasciato il Naval Reserve Officers Training Corps ed è entrato nel Corpo medico della Marina. Nel 2016 ha conseguito un dottorato in medicina alla Harvard Medical School. È stato tirocinante medico alla Harvard Affiliated Emergency Medicine Residency del Massachusetts General Hospital e al Brigham and Women's Hospital a Boston, Massachusetts nel 2017.
Il 6 giugno 2022 Kim ha completato il suo primo volo in solitaria sull'aereo da addestramento Beechcraft T-6 Texan II presso il Naval Air Training Command, parte di un regime di addestramento comune per gli astronauti della Marina che non avevano precedenti esperienze di aviatore militare. Dopo ulteriore addestramento sul jet Northrop T-38 Talon e sull'elicottero TH-57, ha formalmente completato il suo addestramento di volo nel marzo 2023 presso il Naval Air Station Whiting Field, ricevendo la rara doppia designazione di medico di volo della Marina e di aviatore navale.

### Carriera alla NASA
Mentre studiava a Harvard, Kim ha incontrato l'astronauta e medico Scott Parazynski ed è stato da lui ispirato a candidarsi per diventare astronauta. 
Il 7 giugno 2017 è stato selezionato come astronauta del Gruppo 22 degli astronauti NASA. Ad agosto 2017 ha preso servizio al Johnson Space Center della NASA per iniziare l'addestramento astronautico di base come candidato astronauta che è durato due anni e cinque mesi, fino a gennaio 2020. Da quel momento in poi ha lavorato per l'Ufficio astronauti della NASA, in attesa di essere assegnato a una missione spaziale. Nel dicembre 2020 è stato assegnato al gruppo di 18 astronauti NASA che avrebbero partecipato a future missioni del Programma Artemis; nel 2022 comunque la NASA ha dichiarato che tutti i membri del corpo astronauti NASA e i candidati astronauti in quel momento in addestramento avrebbero potuto essere assegnati alle missioni lunari. Nel 2020, alla conclusione dell'addestramento, ha lavorato come CAPCOM nel Centro di controllo missione di Houston della Stazione spaziale Internazionale e nel programma Artemis al dipartimento astronaut Exploration. Nell'aprile 2021 è stato selezionato per servire come Increment Lead per l'Expedition 65. Ha inoltre continuato a supportare le attività degli equipaggi e delle missioni in vari ruoli nell'Ufficio astronauti tra cui ricoprendo gli incarichi di Operations Officer, T-38 Liaison to the Aircraft Operations Division e interim ISS CapCom Chief Engineer. Tra il 21 luglio e il 1º agosto 2023 ha partecipato alla missione analoga SEATEST-6 durante la quale, insieme a altri astronauti, svolse test sugli strumenti e sistemi EVA delle future missioni lunari.

#### Sojuz MS-27 (Expedition 73)
Il 28 agosto 2024 è stato assegnato come membro della Sojuz MS-27 per prendere parte alla missione di sei mesi Expedition 73 a bordo della Stazione spaziale internazionale. Il lancio è avvenuto l'8 aprile 2025.

## Vita privata
Kim è nato e cresciuto a Los Angeles, California, in una famiglia di origine coreana. Nel tempo libero gli piace trascorrere del tempo con la sua famiglia, fare volontariato in organizzazioni no-profit per veterani, fare il mentore accademico, allenarsi e imparare nuove capacità.